# Mamaev Kurgan
Mamaev Kurgan (in russo Мама́ев Курга́н?) è una collina che domina la città di Volgograd (precedentemente chiamata Stalingrado) nel sud della Russia.
Il significato del nome è "sepolcro di Mamai", con riferimento a una tomba a tumulo tartara che si ritiene ospitasse il corpo di un khan dell'Orda d'Oro.
Attualmente Mamaev Kurgan ospita un memoriale per celebrare la battaglia di Stalingrado (dal luglio 1942 al febbraio 1943). La battaglia fu una decisiva vittoria sovietica sulle armate tedesche sul fronte orientale della seconda guerra mondiale.
Dopo la guerra, le autorità sovietiche decisero di realizzare il memoriale sulla collina Mamaev Kurgan. Il complesso fu ultimato da Evgenij Vučetič nel 1967 ed esibisce una colossale statua, alta 52 metri (85 considerando anche la lunga spada) chiamata "La Madre Patria chiama!" in cima alla collina, la quale domina la visuale della città di Volgograd.
Al momento della realizzazione era la più grande scultura del mondo.
Un percorso commemorativo, fatto di iscrizioni, scene di guerra e lapidi, conduce alla vetta del monumento. Vasilij Ivanovič Čujkov è sepolto a Mamaev Kurgan ed è il primo Maresciallo dell'Unione Sovietica ad essere sepolto fuori Mosca.
Vi è altresì sepolto il celeberrimo cecchino Vasilij Grigor'evič Zajcev, eroe dell'Unione Sovietica.
Insieme alla statua "La Madre Patria chiama!", fa parte della lista delle Sette meraviglie della Russia.

## Galleria d'immagini

La Fiamma eterna all'interno della statua
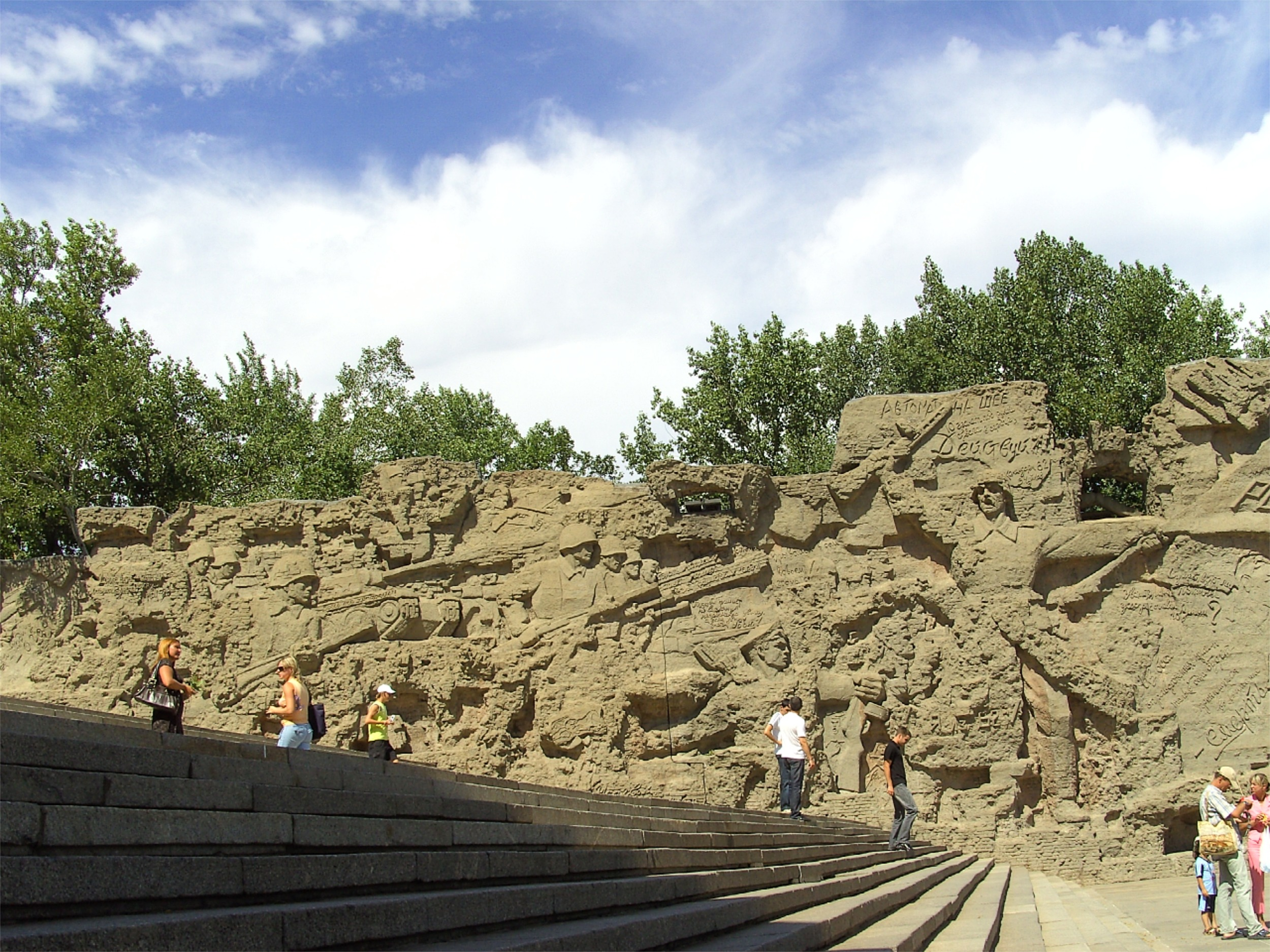
Muro con bassorilievi
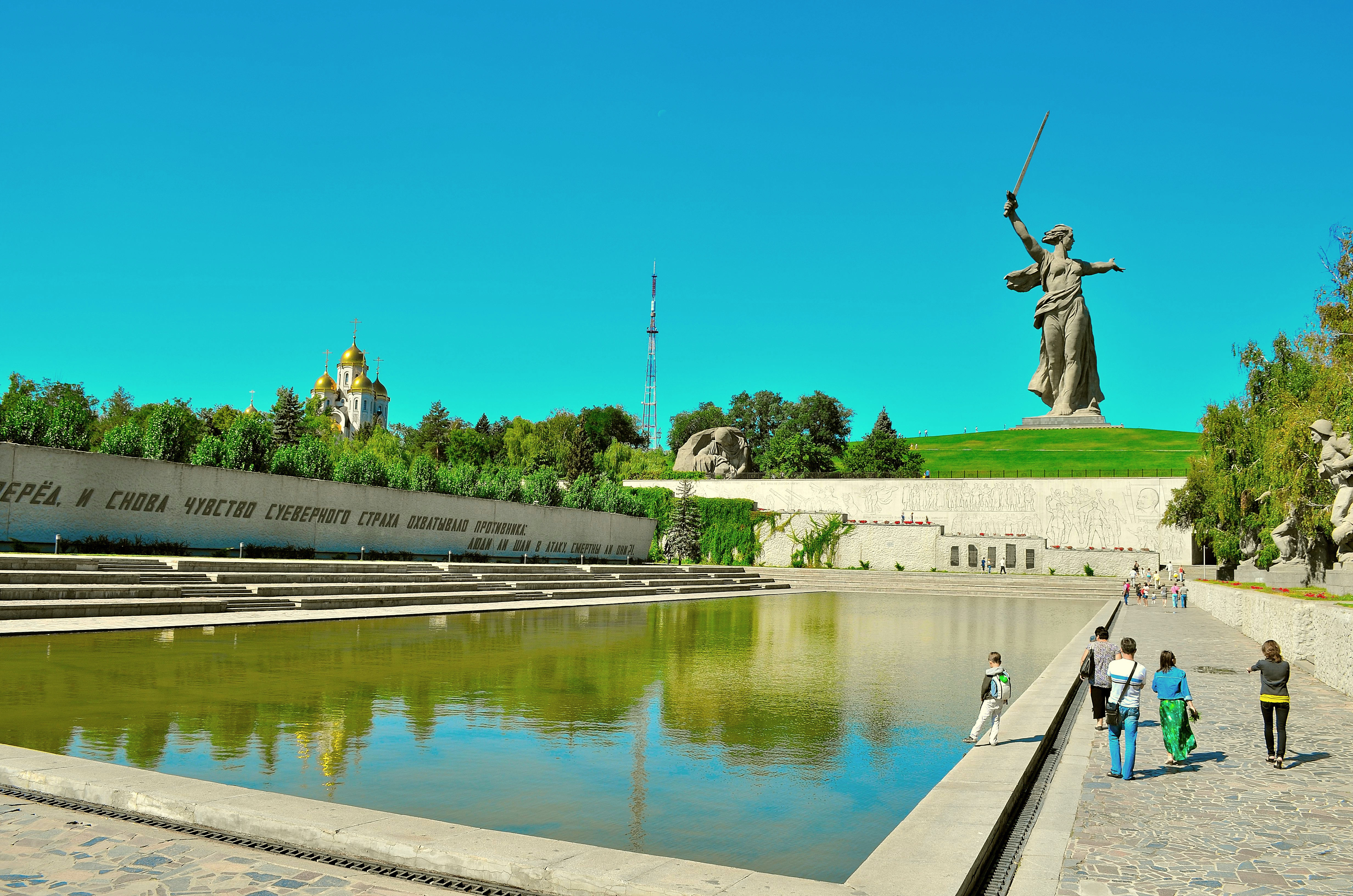
Fontana sulla collina